# 星际旅行V：终极先锋
《星际旅行V：终极先锋》（英語：Star Trek V: The Final Frontier）是一部由派拉蒙影业于1989年拍摄的电影，该部电影是《星际迷航》科幻系列的第5部电影。在西方通常简写作“ST5:TFF”或者“TFF”。这部电影由威廉·夏特纳执导，他也参与了最初的故事线设定工作。

## 剧情概要
接续上部电影《抢救未来》的剧情，在电影开始时，进取号-A的船员们正享受着一场悠闲的度假。新命名的进取号因为试航时表现不佳，正停靠在地球的太空港中进行整修。在约塞米蒂国家公园中，詹姆斯·柯克舰长面临着两个挑战：攀登埃尔凯皮顿山，以及让斯波克上校学会唱露营歌曲。不幸的是，他们的休假被一场突如其来的紧急任务打断：船员们被派遣到荒凉的尼姆巴斯III星上去营救被劫持的人质。
一名克林贡中校克拉了解到了进取号的任务，决定追赶进取号以捕获并杀掉柯克。他的行为没有得到克林贡政府的授权，同时，他也仅仅是为了追求作为一名战士的个人荣誉。
进取号抵达了尼姆巴斯III星，船员们发现绑架者是一名受情感支配的瓦肯人赛波克——也是斯波克的同父异母兄弟，他绑架了克林贡、罗慕伦与联邦的代表。赛波克绑架这些人的目的是为了抢占一艘星舰，因为三名人质的政府肯定有一方要派人来营救他们。
然而赛波克並非惡徒，他运用独特的心靈能力帮助他人战胜自己情感上的创伤，并以此获取了同伙们的信任。以其能力卸下进取号大部分船員抵抗的賽波克的目的，是打算穿位於銀河中心的危险能量区域大屏障，拜访位於其中的一個神秘实体。赛波克声称他预感到了实体的存在(並隱晦地表示相信他是宇宙各種族造物主神話的根源)，并执意循着自己的预感去寻找，以求直接感受到实体的智慧与力量。在航程中，賽波克向持續反對他的柯克、斯波克和麦科伊展示自己的能力，表示願協幫三人釋放心中的痛苦，但柯克堅信過去的痛苦與失敗是萃煉出自己的人格的一部分，成功拒絕了賽波克的勸誘。
賽波克成功引領進取號穿過未曾有人成功穿越的大屏障，來到一颗神秘的行星沙卡里。柯克、斯波克、麦科伊決定協助賽波克，一同乘坐穿梭机登陆，並與那位神秘的實體接觸。一開始，这个实体表現出上帝般的莊嚴，衪詢问这群探险者來到這裡的方式，並在知道进取号的存在时要求登船以「將牠的力量散布到全宇宙」。但当充满怀疑的柯克问到实体的动机时（“上帝还需要一艘星舰？”），衪变得暴怒起来。
在意識到『實體』的邪惡本質後，赛波克牺牲自己拖住了这个恶魔；但當柯克等人等待進取號的傳送時，進取號卻遭到一路尾隨而來的克林貢戰艦突襲，所幸让斯波克说服克林贡大使：命令尾随进取号进入大屏障的克拉去营救柯克而非杀掉他。

## 角色
| 演员            | 角色                      |
| --------------- | ------------------------- |
| 威廉·夏特纳     | 詹姆斯·柯克上校           |
| 伦纳德·尼莫伊   | 斯波克上校                |
| 德福雷斯特·凯利 | 伦纳德·麦科伊中校（医生） |
| 詹姆斯·杜汉     | 蒙哥马利·斯科特上校       |
| 乔治·竹井       | 光·苏鲁中校               |
| 沃尔特·凯尼格   | 帕维尔·切科夫中校         |
| 尼切尔·尼科尔斯 | 乌乎拉中校                |
| 戴维·沃纳       | 圣约翰·塔尔博特           |
| 劳伦斯·拉金比尔 | 赛波克                    |
| 托德·布赖恩特   | 克拉舰长                  |
| 斯派斯·威廉斯   | 维克西斯                  |
| 辛西娅·葛伊     | Caithlin Dar              |
| 查尔斯·库珀     | 杰纳勒尔·科尔德           |

## 拍摄与制片
夏特纳希望由著名的小说家艾里克·凡·鲁斯特贝德尔为电影写作剧本，但鲁斯特贝德尔与派拉蒙没能达成酬金上的协议。第二部电影《可汗怒吼》的编剧和导演、第四部电影《抢救未来》的编剧尼古拉斯·迈耶被提议担任编剧的工作，但是他当时忙于导演另一部电影，只得婉拒了邀请。最后留下了一群不知情的星迷，猜想着由迈耶执笔的《星际旅行V》将会是怎样的。
这部电影常常被诟病的一点是，幽默的情节往往是在派拉蒙的坚持下，被硬塞进剧本（由哈维·贝内特和戴维·洛杰里执笔）中的。威廉·夏特纳最初设定的故事线太过阴暗，而由于上一部电影《抢救未来》的幽默赢得了满场彩，派拉蒙坚持故事的情节必须富有“轻松”的幽默元素。星迷们抱怨说，太多的幽默是以牺牲著名配角形象的代价换来的，特别是乌乎拉与蒙哥马利·斯科特，电影中强烈地暗示着他们之间存在浪漫关系。但同样，主角也受到了这种以牺牲形象为代价的幽默的影响（包括柯克）。
对该电影的另一个批评，是它的特效场景。当时制作特效最好的工作室是工业光魔，此前的《星际旅行》电影中的特效都是由工业光魔制作的，但这一部没有：当时工业光魔正忙于为《回到未来》的第二、第三部电影制作特效。亦有一些报道（如《星爆》杂志）称，由于特效的要求非常严苛，工业光魔“开出了无人敢问津的价格”。最后，特效制作的活让一个很小的公司Associates & Ferren揽去了。还有一个常被星迷们指出的低级错误是，进取号-A看上去至少有78层甲板——这让它轻而易举地一跃成为星际舰队史上最大的星舰。夏特纳最新的一本书中提到，工业光魔的“A小组”当时正在为《夺宝奇兵之圣战奇兵》（聖戰奇兵）制作特效，而“B小组”则埋头于《捉鬼敢死队II》（Ghostbusters II）中。于是制作特效的活让一个位于新泽西州霍波肯的小公司全部揽去了。夏特纳声称，在这些限制下他能做的就是想出些宏伟的特效，例如大群的战士，像电影《十的力量》那样的武器交火，最后一个场景中各种奇形怪状的石怪；结果大量的特效都因为预算原因被删减掉了。
在电影最初的结尾中，柯克被一个石怪在岩石的地形上追赶，这段胶片后来被剪掉，因为威廉·夏特纳觉得扮演石怪的演员的装束不是那么真实。由于预算的问题，部分是因为服装的费用过高，夏特纳最终没有按剧本重拍这段情景，而是用假上帝的脸代替之完成了拍摄。被剪掉的胶片内容在2003年的DVD特别版中释出。
《终极先锋》在美国的票房为$52,210,049美元，全世界的为$70,000,000美元，预算为$27,800,000美元。虽然有所盈利，这部电影还是被许多人认为在票房上的表现不佳。它的票房大约只是前一部电影《抢救未来》的一半，在上映第一个周末售出$17,375,648美元后，它便迅速从票房榜中消失了。直到2002年的《复仇女神》出现前，它都是票房成绩最差的《星际旅行》电影。
由于2002年发行的《星际旅行：无限太空》导演版，及其后的《星际旅行II：可汗怒吼》导演版，第三、第四部电影的DVD珍藏版的成功；威廉·夏特纳曾试图游说派拉蒙拨出预算让他为《终极先锋》制作全新的特效，来改善这部电影。他的要求被工作室拒绝了，最后发行的仍然是最初释出的版本。
《星际旅行》的创造者吉恩·罗登贝瑞曾开玩笑地说，这部电影中的元素是“杜撰得最好的”，但他特别不喜欢沙瑞克在遇到阿曼达之前还与另一名瓦肯女性育有一子（指赛波克）的设定。罗登贝瑞对第六部电影《未来之城》中的元素也有相近的意见。然而，这两部电影都是《星际旅行》正史的一部分。

## 花絮
- 神秘行星“沙卡里”的名字来自于起初打算扮演赛波克角色的肖恩·康纳利名字的谐音，但可惜的是他由于拍摄《夺宝奇兵之圣战奇兵》而未能扮演赛波克。[4]
- 电影中最初出现的太空港场景取自《星际旅行IV：抢救未来》；部分克林贡猛禽舰的画面则取自《星际旅行III：石破天惊》。
- 电影的拍摄时间与《星际旅行：下一代》的拍摄时间重合，因此从前进取号内部的布置都因为电视剧集的拍摄而作了较大的改变。在《下一代》中熟悉的布置，如弯曲走廊与传送室都在电影中有所出现，并只对它们在《下一代》中的样式作了简单的修改。
- 电影中出现的通讯器与1960年代的《原初系列》看上去是同样的设计。
- 为这部电影制作的一架标准大小的穿梭机模型，随后就被略加改造用于《星际旅行：下一代》中了；这解决了这部剧集缺少预算来建造一架标准大小穿梭机的难题。
- 在拍摄乌乎拉中校在沙漠中跳草裙舞的情景时，扮演者尼切尔·尼科尔斯——这位多才多艺的歌手加舞者——打算在跳舞的同时唱一首自己的歌，但在最后被拒绝了，被换上了广岛乐团制作的一首配音歌曲。尼科尔斯后来在回忆传记《乌乎拉背后》（Beyond Uhura）中提到，这个决定当时几乎让她暴跳如雷。
- 在电影中，詹姆斯·杜汉缺少的那根手指可被清晰地看到：在电影开头，当斯科提打开乌乎拉递给他的一袋午餐包时。
- 有一个情节显示，克林贡的一艘战舰摧毁了一艘侧面印有人类图像图片的探测飞船：先驱者10号，它是地球早期发射的一艘探测飞船。
- 制片人哈维·贝内特在电影中扮演了“罗伯特上将”的角色，他在电影中给柯克舰长指派新的任务时出现。
- 同《星际旅行VI：未来之城》是最后一部有全体原初系列的高级官员出现的《星际旅行》电影一样，《终极先锋》是最后一部全体原初系列的高级官员还在同一艘船上的《星际旅行》电影。
- 这是第一部没有被提名雨果奖最佳戏剧奖的《星际旅行》电影。此后除了《复仇女神》外的所有《星际旅行》电影都被提名，虽然没有一部获奖。
- 影片在柯克攀登埃尔凯皮顿山时，出现了一个错误，并在最后的剪辑中都没有发现。当柯克最初攀登时、刚从山上掉下来以及最后斯波克抓住他时，他穿的都是一件蓝色衬衫；然而当他在空中时，他穿的是一件黑色的衬衣。

## 注解
1. ↑  StarTrek.Com. . 1989-06-09  [2007-05-25]. （原始内容存档于2010-02-25） （英语）.
2. ↑  StarTrek.Com. . 1989-06-09  [2007-05-25]. （原始内容存档于2010-02-25） （英语）.
3. 1 2  The Film Frontier. .   [2007-05-25]. （原始内容存档于2007-09-27） （英语）.
4. 1 2  The Film Frontier. .   [2007-05-25]. （原始内容存档于2007-09-27） （英语）.
5. ↑  互联网电影数据库. .   [2007-05-25] （英语）.
6. ↑  BOX OFFICE MOJO. .   [2007-05-25]. （原始内容存档于2018-09-22） （英语）.
7. ↑  互联网电影数据库. .   [2007-05-25] （英语）.